# Calettatura

Esempi di calettatura.

La calettatura indica l'unione fra due elementi, sagomati in modo tale che risultino complementari al fine di costituire una connessione ad incastro, oppure, in generale, la sagomatura di cui sono dotati due o più elementi, che ne consente l'unione senza soluzione di continuità.

## Applicazioni
La calettatura si applica anche per squadrare il telaio di un dipinto antico e a tavole antiche, imbarcate o incurvate, che presentano incrinature. Anticamente la calettatura di mobili e cassetti veniva eseguita con incastri quadrati o rettangolari, sostituiti poi da incastri a coda di rondine che, se nascosti poi da impiallacciatura, sono detti "a coda perduta". 

### Esempi
- In architettura si pensi, ad esempio, alle perline o al parquet ad incastro. L'effetto che si raggiunge è una struttura che, una volta fissata per mezzo di apposite colle o chiodi, risulta un unico blocco.
- In meccanica ci si riferisce solitamente all'incastro di ingranaggi sugli alberi.
- In falegnameria l'incastro indicato in figura si chiama incastro a mezzo legno, mezzo spessore o crociera. Viene realizzato solitamente su porzioni di legno dello stesso spessore, rimuovendo da entrambe le parti una sezione larga come l'altro e profonda la metà dell'altezza. Per essere un incastro efficace l'intaglio deve essere eseguito con buona precisione. Questo tipo di incastro trova largo utilizzo dove sia necessario incrociare listelli o travi mantenendo costante lo spessore, e crea nell'osservatore l'illusione di un volume continuo.